# دانيال غروس
دانيال غروس (بالإنجليزية: Daniel Gross)‏ هو مؤلف وصحفي أمريكي، ولد في 4 أغسطس 1967 في إيست لانسنغ في الولايات المتحدة.